# Comuna de Krzczonów
Krzczonów (polaco: Gmina Krzczonów) é uma gminy (comuna) na Polónia, na voivodia de Lublin e no condado de Lubelski. A sede do condado é a cidade de 1999.
De acordo com os censos de 2004, a comuna tem 5012 habitantes, com uma densidade 39,1 hab/km².

## Área
Estende-se por uma área de 128,15 km², incluindo:
- área agricola: 82%
- área florestal: 12%

## Demografia
Dados de 30 de Junho 2004:
|                      | Total   | Total | Mulheres | Mulheres | Homens  | Homens |
| -------------------- | ------- | ----- | -------- | -------- | ------- | ------ |
|                      | pessoas | %     | pessoas  | %        | pessoas | %      |
| População            | 5012    | 100   | 2576     | 51,4     | 2436    | 48,6   |
| Densidade (pop./km²) | 39,1    | 100   | 20,1     | 20,1     | 19      | 19     |

De acordo com dados de 2002, o rendimento médio per capita ascendia a 1000,1 zł.

## Comunas vizinhas
- Bychawa, Jabłonna, Piaski, Rybczewice, Wysokie, Żółkiewka